# Feusisberg

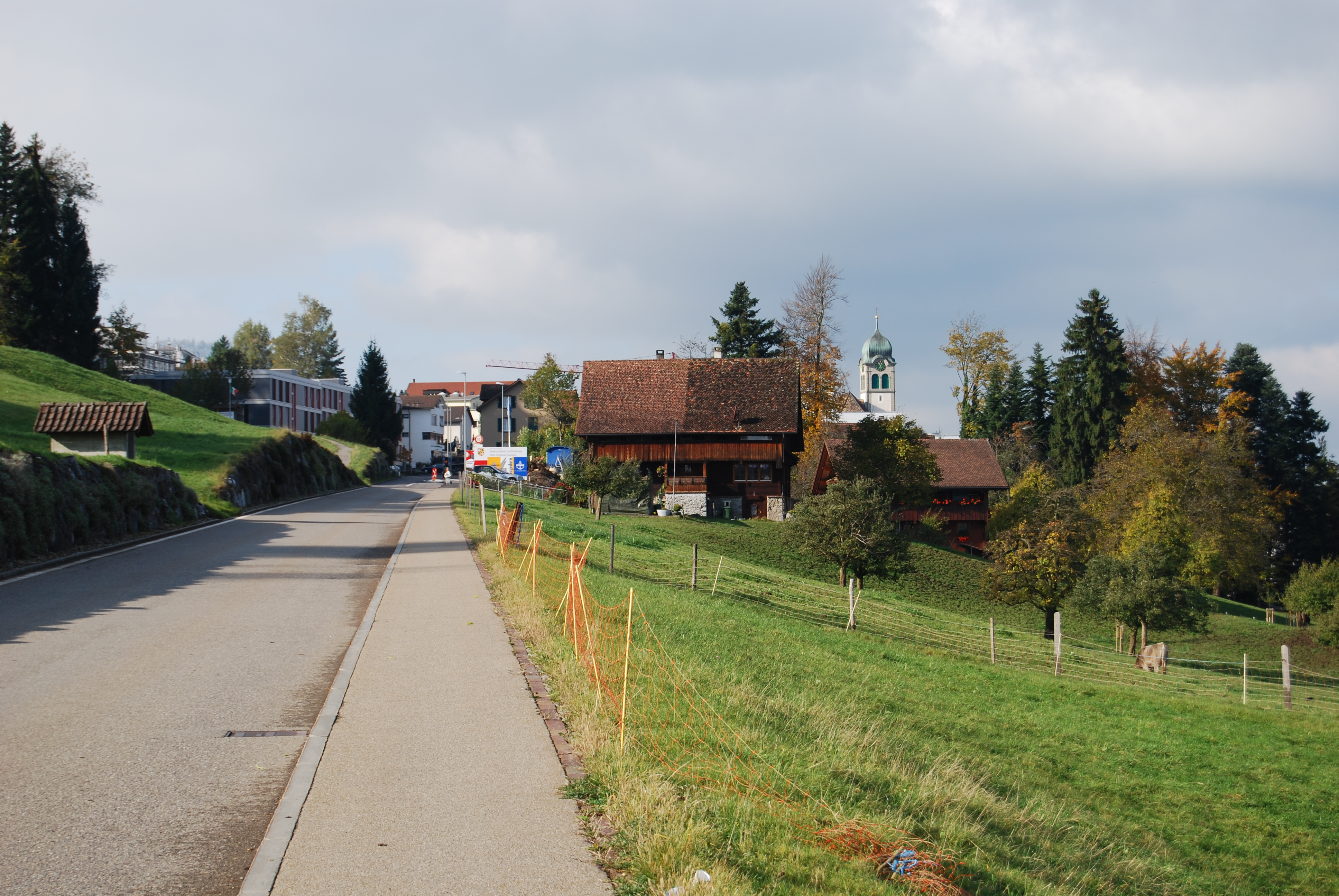
Feusisberg

Feusisberg is een gemeente en plaats in het Zwitserse kanton Schwyz, en maakt deel uit van het district Höfe.
Feusisberg telt 4.936 inwoners.

## Overleden
- Alfred Vogel (1902-1996), fytotherapeut